# 남서부주 (카메룬)

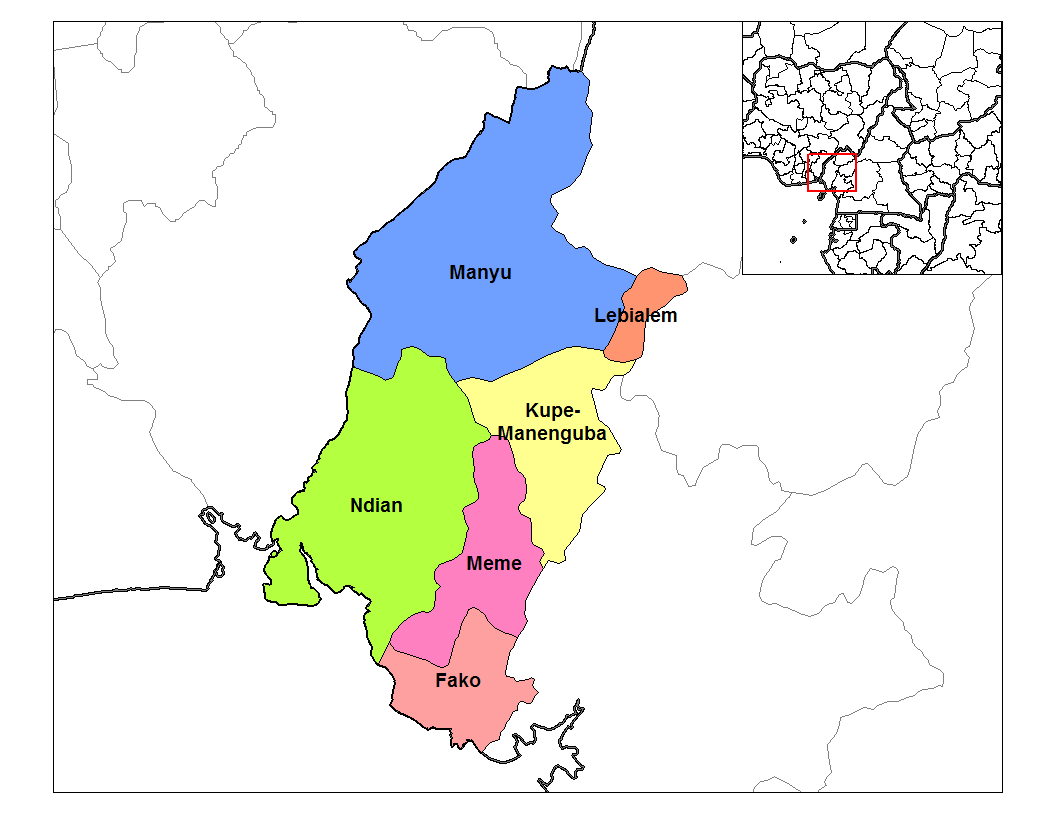

남서부주(영어: Southwest Region, 프랑스어: Province du Sud-Ouest)는 카메룬 남서부와 나이지리아 국경 산악 지대에 위치한 주로, 주도는 부에아이며 인구(1987년 조사 기준)는 838,042명(인구밀도는 34명)이고 면적은 24,571km2이다.

## 지리
카메룬에서 가장 높은 산인 카메룬산(해발 4,070 m)이 있으며 남쪽으로는 기니만, 남서쪽으로는 바카시반도와 인접해 있다.